# Guerrilla in Bolivia
Guerrilla in Bolivia, chiamato anche Ché in copertina, è un videogioco strategico a turni con fasi d'azione pubblicato nel 1990 per Amiga, dove si controlla il gruppo di guerriglieri guidato da Che Guevara durante la Guerriglia del Ñancahuazú. Fu pubblicato prima in Italia da SoftMail, divisione di vendita per corrispondenza della Lago, e circa nel tardo 1991 in Europa e Nordamerica dalla Cases Computer Simulations di Londra.

## Modalità di gioco
Si controlla una sola piccola squadra e si deve condurre la guerriglia contro le forze governative su tutto il territorio della Bolivia, gestendo giorno per giorno la sopravvivenza dei propri uomini. Si inizia con 15 uomini oltre a Che Guevara, il 7 novembre 1966, nei pressi di Camiri, cittadina nella giungla boliviana. Lo scopo finale è conquistare la capitale La Paz.
Il gioco si svolge su una serie di schermate grafiche e testuali. Il programma uscì in versioni in italiano e in inglese. Le schermate testuali contengono informazioni sull'andamento del gioco oppure i menù decisionali; le schermate grafiche hanno spesso una funzione solo estetica.
Si fa uso di immagini digitalizzate e suoni campionati.
Molte grandezze vengono rappresentate da barre grafiche.
Un rapporto giornaliero fornisce informazioni tra cui le condizioni meteorologiche, l'altitudine geografica, il tipo di terreno dell'area circostante, il nome dell'eventuale insediamento vicino, oltre alle condizioni generali della propria truppa.
Si possono consultare sei mappe della Bolivia (generale, con altitudine, e quattro regioni più in dettaglio). Tuttavia la posizione della squadra non è visibile sulle mappe; le proprie coordinate vengono date solo una volta all'inizio del gioco, poi bisogna orientarsi da soli in base agli spostamenti fatti e ai pochi dettagli che vengono dati sul luogo attuale.
Il giocatore può selezionare varie azioni come addestrare gli uomini, esplorare il territorio nelle varie direzioni, procurarsi il cibo con acquisto o caccia, o cercare di tendere imboscate.
Si deve imparare a gestire i dati a disposizione, che comprendono caratteristiche psicofisiche degli uomini, risorse di viveri, armi e denaro, situazione politica delle differenti regioni, influenza del terreno sul combattimento, ecc., e ciò richiede tempo e sperimentazione.
Ogni zona ha un valore più o meno favorevole per tendere imboscate, in base alla morfologia, ad esempio la giungla è più adatta del campo aperto.
Ciascun guerrigliero della squadra è rappresentato da valori variabili per fisico, energia, capacità militari e convinzione rivoluzionaria (se esauriscono quest'ultima possono anche disertare).
Le città sono i punti chiave del gioco, ma all'inizio è bene concentrarsi sui centri minori. Vittorie militari presso le città aumentano il sostegno popolare in quella regione, migliorando la possibilità di reclutare nuovi seguaci.
Se nascondersi nelle terre selvagge renderà più difficile essere intercettati dal nemico, sarà anche meno agevole riuscire a procurarsi cibo e medicinali per mantenere la salute e il morale della truppa.
È presente un unico tipo di sequenza d'azione, l'imboscata tesa al nemico, simile alle sequenze di scontri a fuoco di Lost Patrol. Si controlla un mirino con il mouse e si devono colpire i soldati che spuntano momentaneamente fuori dai ripari sullo sfondo, cercando di eliminarne il più possibile prima che vengano colpiti i propri uomini.

## Sviluppo
Guerrilla in Bolivia venne programmato da Paolo Pobbiati, che faceva l'insegnante di educazione fisica a Milano ed era al suo esordio nel campo dei videogiochi. Sosteneva di aver impiegato un anno nello sviluppo, e di averlo fatto per amore della storia e per divulgare la vicenda di Guevara. Si basò fedelmente sul Diario in Bolivia scritto da Guevara. Le mappe del gioco contengono perfino gli stessi errori che si trovavano sulle mappe realmente in possesso di Guevara.
In quegli anni la Lago era prevalentemente un'importatrice e distributrice, ma questo fu uno dei pochi giochi originali, sviluppati in Italia, di cui fu editrice.
Tra questi, seguì un altro strategico per Amiga, Canton, che è anche l'unico altro videogioco di rilievo sviluppato da Pobbiati.

## Accoglienza
Guerrilla in Bolivia fu molto apprezzato dalle riviste italiane K (voto 805/1000), The Games Machine (91%) e Commodore Gazette. Secondo K era strategicamente divertente e adatto anche ai novizi del genere, accurato e ricco di informazioni, sebbene sul piano estetico fosse solo sufficiente. Secondo The Games Machine era piacevole e innovativo e simulava bene la situazione.
Entrambe fecero paragoni con Lost Patrol, ma Guerrilla in Bolivia è più complesso e l'enfasi del gioco è posta quasi completamente sulla componente strategica.
Secondo Commodore Gazette era da consigliare senza riserve a tutti gli appassionati di strategia; le sequenze d'azione arricchiscono il prodotto, ma sono di qualità inferiore alla parte tattica.
La stampa europea invece non fu entusiasta. Secondo Tilt la realizzazione è media, grafica e suono sono intorno alla sufficienza (specialmente le immagini digitalizzate erano poco riuscite), e con inutili schermate intermedie il gioco rischia di annoiare presto. La mancanza di avvistamento di truppe sulla mappa lo farebbe sembrare più basato sul caso che sulla strategia.
Aktueller Software Markt lo giudicò nella media (7/12). Apprezzò come il gioco dia una visione abbastanza completa della difficile situazione in cui si trovavano gli uomini del Che, ma criticò soprattutto la grafica; come Tilt, non gradì le immagini digitalizzate.
Power Play fu estremamente negativa (17%), e in particolare anch'essa, come Tilt, criticò l'assenza di unità in mappa e la sensazione di andare alla cieca.
Secondo la rivista dell'epoca Computer+Videogiochi, Guerrilla in Bolivia fu il primo programma italiano a essere valutato positivamente dalla stampa inglese, per la sua giocabilità, il realismo e il valore educativo; tuttavia nel 2023 gli aggregatori sul Web come Hall of Light non riportano recensioni storiche inglesi oltre a quella, molto negativa (34%), di Amiga Power.